# Isle of Dogs
Isle of Dogs (bra: Ilha dos Cachorros; prt: Ilha dos Cães) é um filme de animação stop-motion americano de 2018 escrito e dirigido por Wes Anderson. Estrelado pelas vozes de Bryan Cranston, Edward Norton, Bill Murray, Jeff Goldblum e Bob Balaban, foi exibido pela primeira vez no Festival de Berlim em 15 de fevereiro, ocasião em que Anderson venceu o Urso de Prata de melhor diretor.

## Produção

### Desenvolvimento
Em outubro de 2015, Anderson, que já havia dirigido o filme de animação Fantastic Mr. Fox, anunciou que voltaria à forma de arte com "um filme sobre cães"  estrelado por Edward Norton, Bryan Cranston e Bob Balaban.  Anderson disse que se inspirou ao ver uma placa de trânsito para a Ilha dos Cachorros na Inglaterra enquanto Fantastic Mr. Fox estava em desenvolvimento.  Anderson disse que o filme foi fortemente influenciado pelos filmes de Akira Kurosawa e Hayao Miyazaki, bem como pelos especiais animados em stop-motion feitos pela Rankin/Bass Productions., o filme de animação de 1982 The Plague Dogs, e os 101 Dálmatas da Disney.

### Filmando
A produção começou em outubro de 2016 no 3 Mills Studios em East London.
Cerca de 20.000 rostos e 1.105 bonecos animáveis foram criados por "12 escultores trabalhando seis dias por semana" para o filme; Mais 2.000 bonecos foram feitos para personagens de fundo. Os fantoches detalhados dos personagens principais geralmente levavam de 2 a 3 meses para serem criados. O departamento de animação incluía várias pessoas que trabalharam em Fantastic Mr. Fox. 

### Realidade virtual
Simultaneamente ao filme, Félix and Paul Studios e FoxNext VR Studio colaboraram em Isle of Dogs: Behind the Scenes (in Virtual Reality) , um filme de vídeo imersivo que coloca o espectador diretamente dentro do mundo animado. O filme de realidade virtual foi lançado na plataforma Google Pixel.

## Elenco
- Bryan Cranston - Chief
- Koyu Rankin - Atari Kobayashi
- Edward Norton - Rex
- Bob Balaban - King
- Bill Murray - Boss
- Jeff Goldblum - Duke
- Kunichi Nomura - Prefeito Kenji Kobayashi[15]
- Akira Takayama - Major Domo
- F. Murray Abraham - Jupiter
- Greta Gerwig - Tracy Walker
- Frances McDormand - Interpretadora Nelson
- Courtney B. Vance - narrador[15]
- Fisher Stevens - Scrap
- Mari Natsuki - Tia
- Harvey Keitel - Gondo
- Liev Schreiber - Spots
- Scarlett Johansson - Nutmeg[15]
- Tilda Swinton - Oráculo
- Ken Watanabe - Cirurgião Principal
- Akira Ito - Professor Watanabe
- Yojiro Noda - Âncora
- Yoko Ono - Yoko Ono
- Frank Wood - Máquina Tradutora
- Nijiro Murakami - Editor Miroshi